# Novo Sélo (Vidin)
Pour l’article homonyme, voir Novo Selo.
Novo Sélo(en bulgare Ново село) est un village situé dans le nord-ouest de la Bulgarie.

## Géographie
Le village de Novo Sélo est situé à l'extrémité nord-ouest de la Bulgarie, à 235 km au nord-nord-ouest de Sofia. Il se trouve sur la rive droite du Danube, qui constitue la frontière entre la Bulgarie et la Roumanie.
Le village est le chef-lieu de la commune de Novo Sélo, qui fait partie de la région de Vidin.

## Galerie

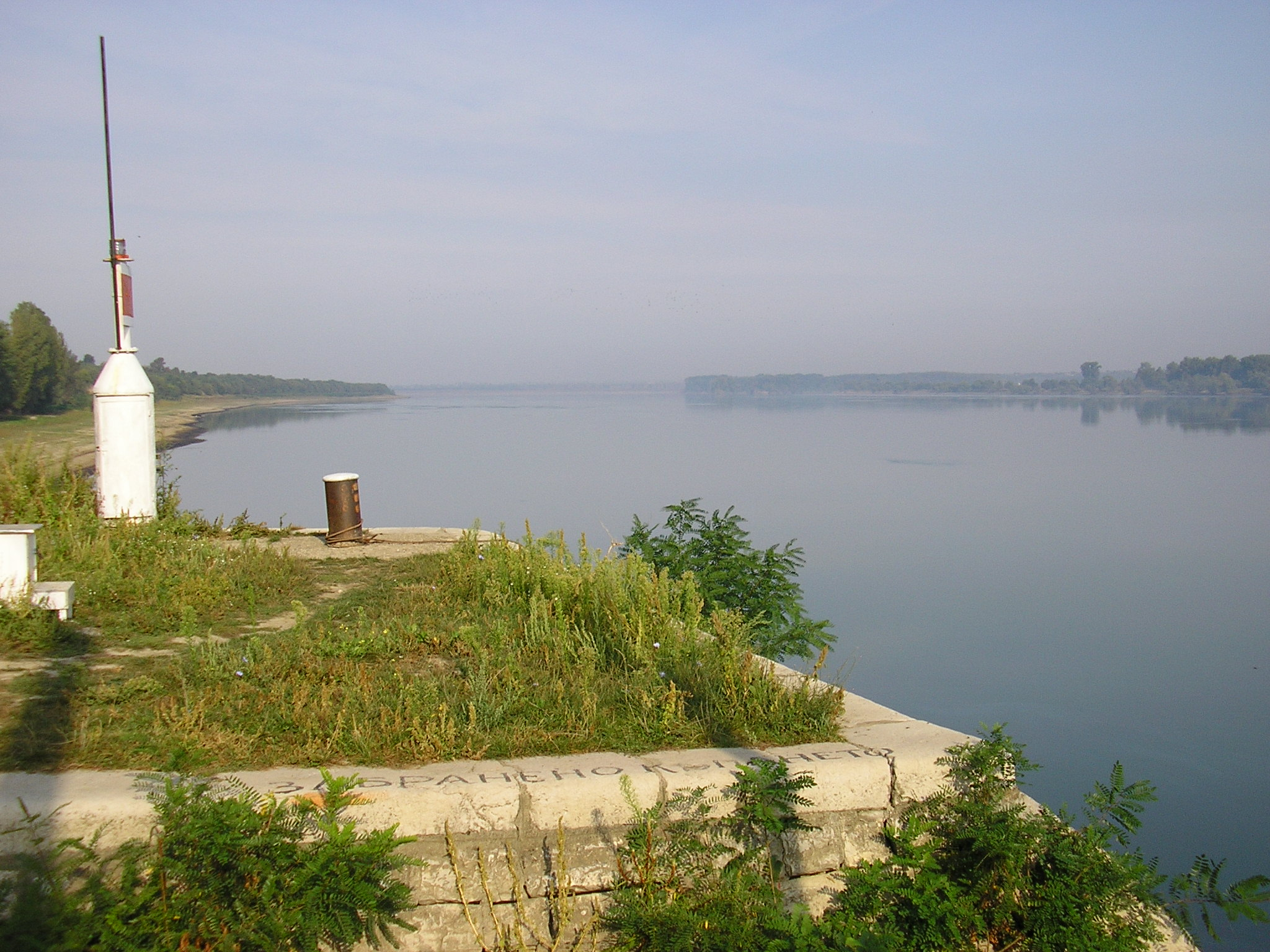
Vue sur le Danube depuis le port
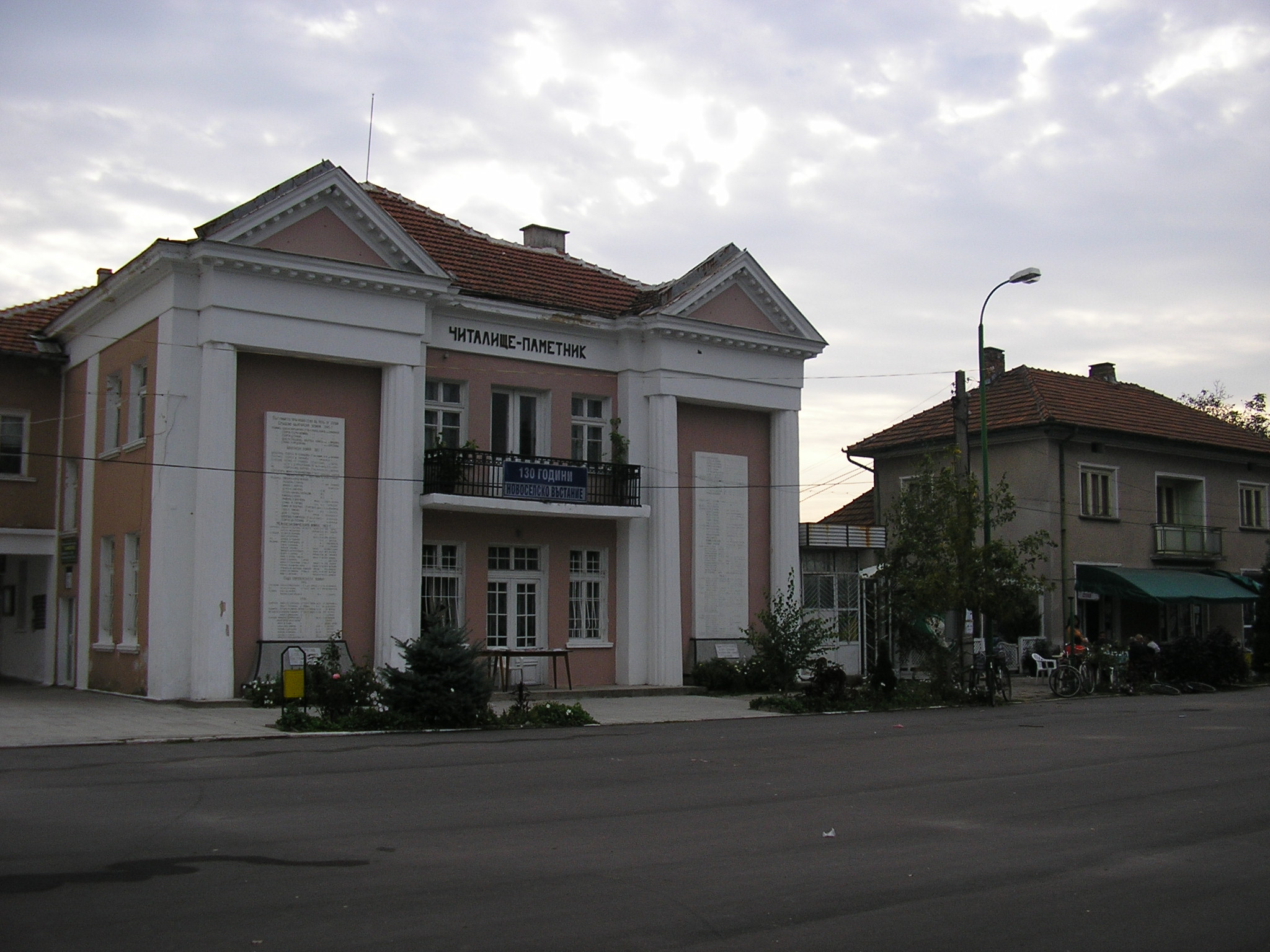
La maison de la lecture
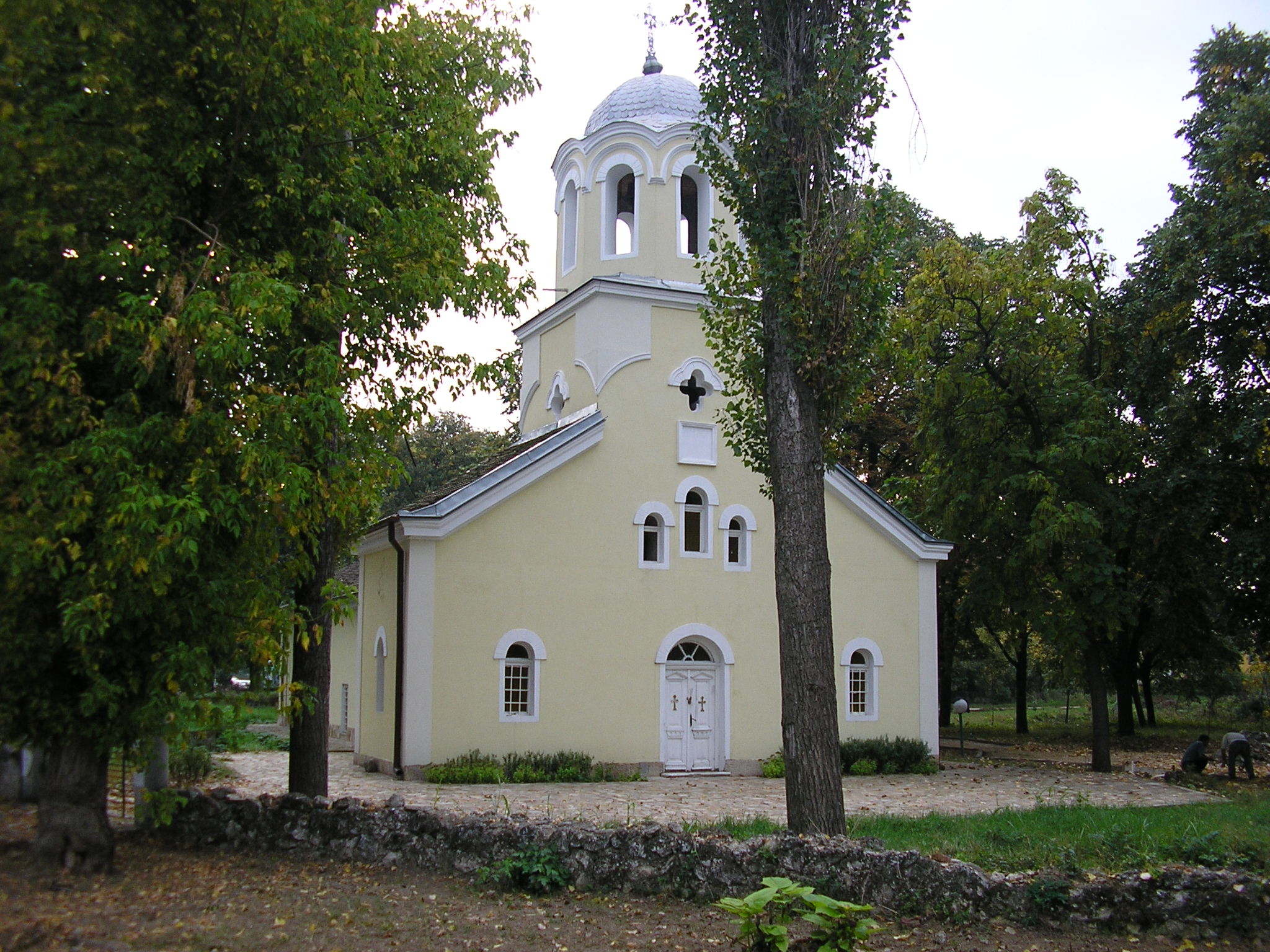
La chapelle Svéti Nikolay (Saint-Nicolas)
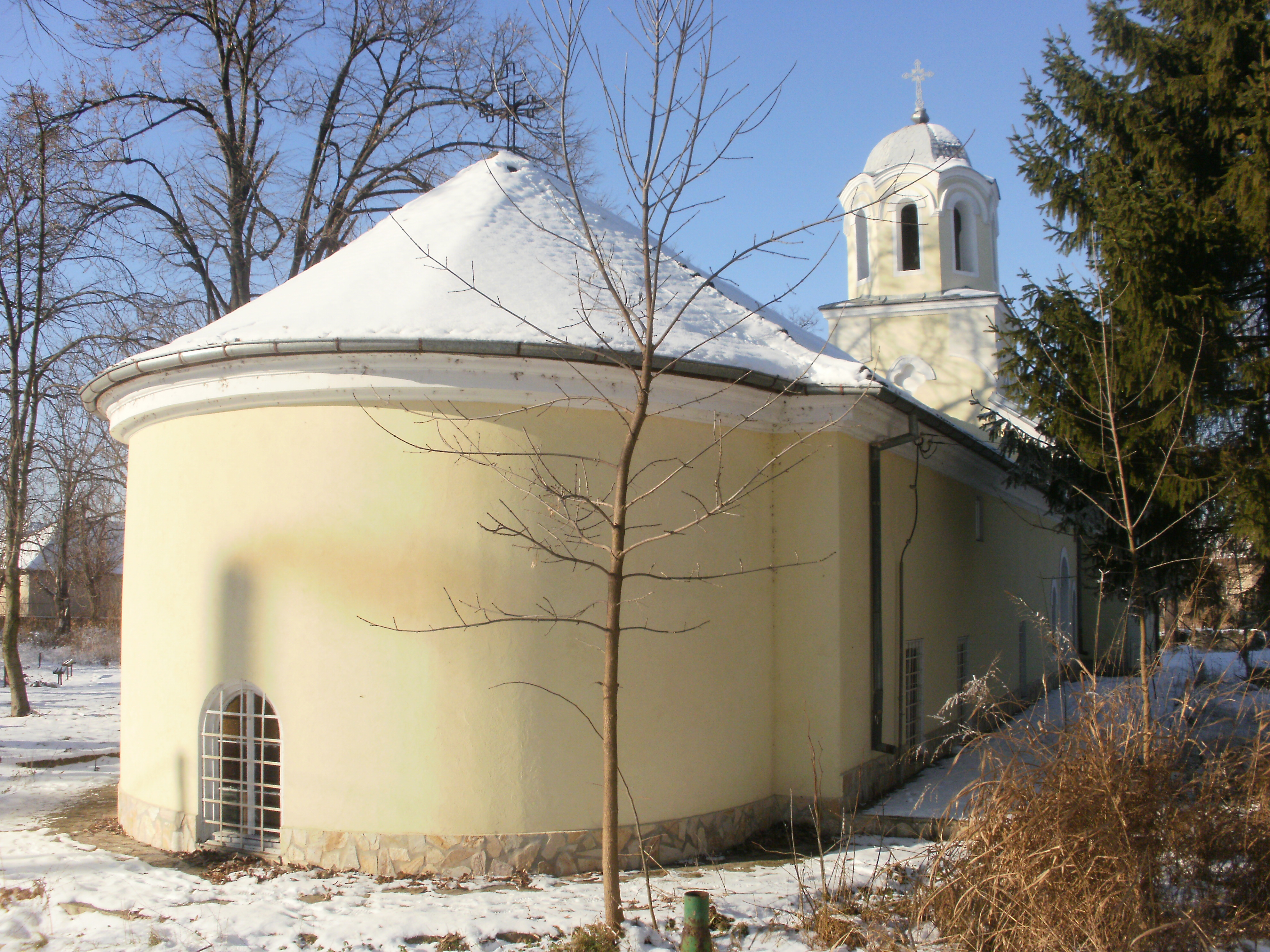
La chapelle Svéti Nikolay (Saint-Nicolas)